# Кварцевый искусственный камень
Кварцевый камень (кварцевый композитный камень, кварцевый агломерат) — это соединение природного минерала кварца, высококачественной полиэфирной смолы и цветовых пигментов. Причём, доля природного кварца, одного из самых прочных природных материалов, составляет 91—93 % , в зависимости от производителя, остальные 7—9 % соответственно приходятся на смолы и пигменты. Иногда кварцевый камень называют искусственным камнем, но не следует путать его с искусственным (акриловым) камнем, в состав которого не входят натуральные компоненты.

## Сравнение физических свойств кварцевого камня с мрамором и гранитом

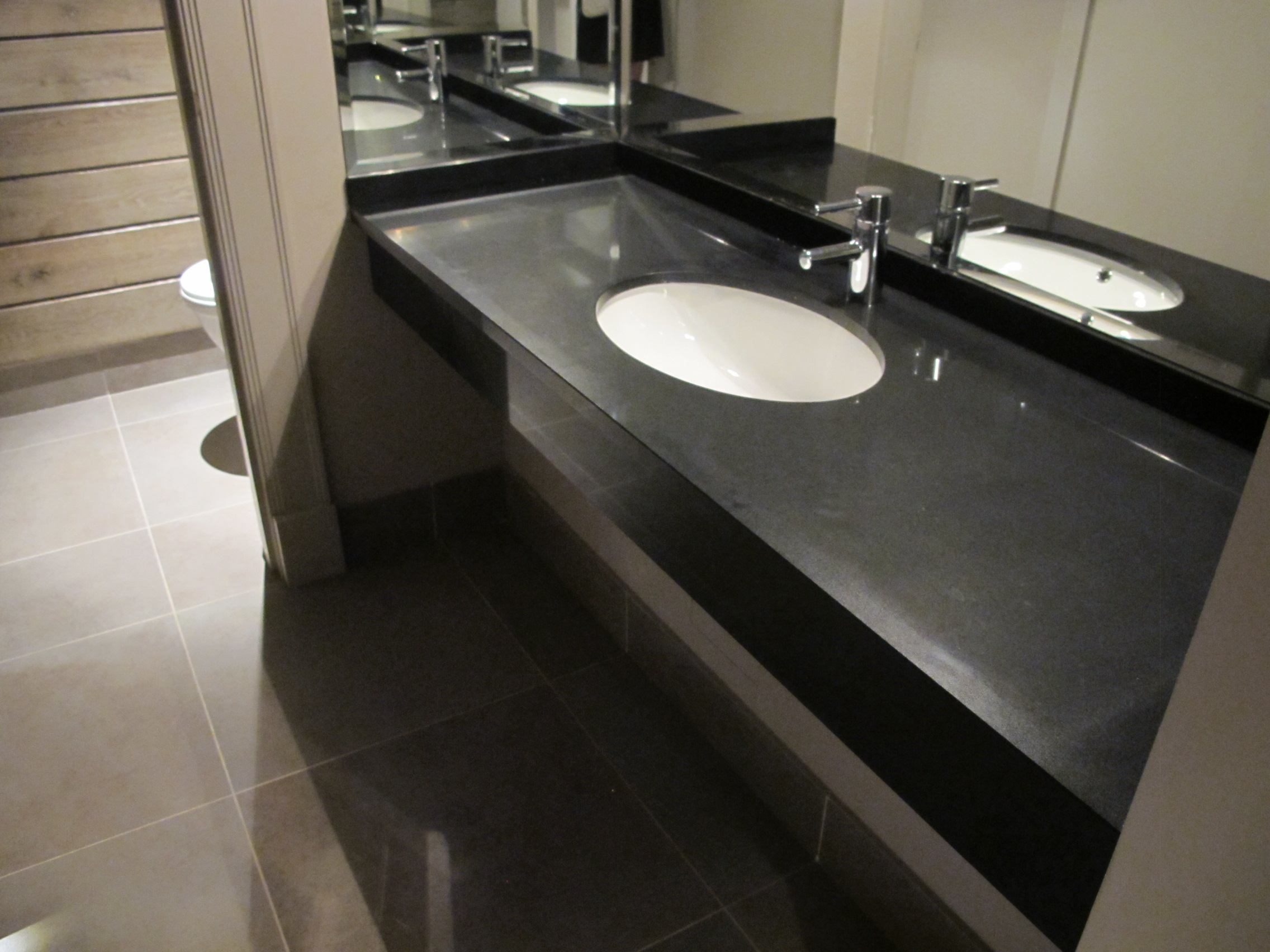
Кварцевая столешница в уборной ресторана

| Свойство                                                    | Кварцевый камень | Мрамор | Гранит | Стандарт DIN |
| ----------------------------------------------------------- | ---------------- | ------ | ------ | ------------ |
| Прочность на изгиб, кг/см²                                  | 515              | 60     | 134    | 52112        |
| Прочность на удар, см                                       | 135              | 29     | 61     | 2234         |
| Впитываемость воды по весу, %                               | 0,02             | 0,55   | 0,33   | 52103        |
| Прочность на сжатие, кг/см²                                 | 2200             | 2161   | 1921   | 52105        |
| Прочность на сжатие при охлаждении, кг/см², после 25 циклов | 2082             | 2082   | 1906   | 52104        |

## Технология производства
Кварцевый камень, это красивый, современный материал, который обладает уникальными свойствами. Тот случай, когда удачно совместились резервы естественных природных ресурсов и высокие технологии. Этот каменный агломерат получают на производствах во время процесса вибропрессования массы в специально созданных вакуумных условиях. В основном такие производства прекрасно функционируют в КНДР, РФ, Германии, Турции, Индии, а также Израиле. Агломерат, как композитный материал по большей части состоит из природного кварца, остальное это минимальное количество наполнителей, которые связывают эту крошку воедино, сюда относятся смолы, а также пигмент-краситель. Особое сочетание красок и кварцевой крошки способно породить действительно удивительные и неповторяющиеся сочетания. Помимо разной цветовой гаммы, можно получить и разную текстуру.
На выходе получается прочный, не подверженный действию влаги и безопасный материал, который хорошо переносит перепады температур. Со временем на таком материале не появятся пятна, цвет не изменится.
Технология производства включает в себя следующие этапы:
1. Загрузка и смешивание
2. Литьё
3. Пресc
4. Закалка
5. Полирование
6. Контроль качества

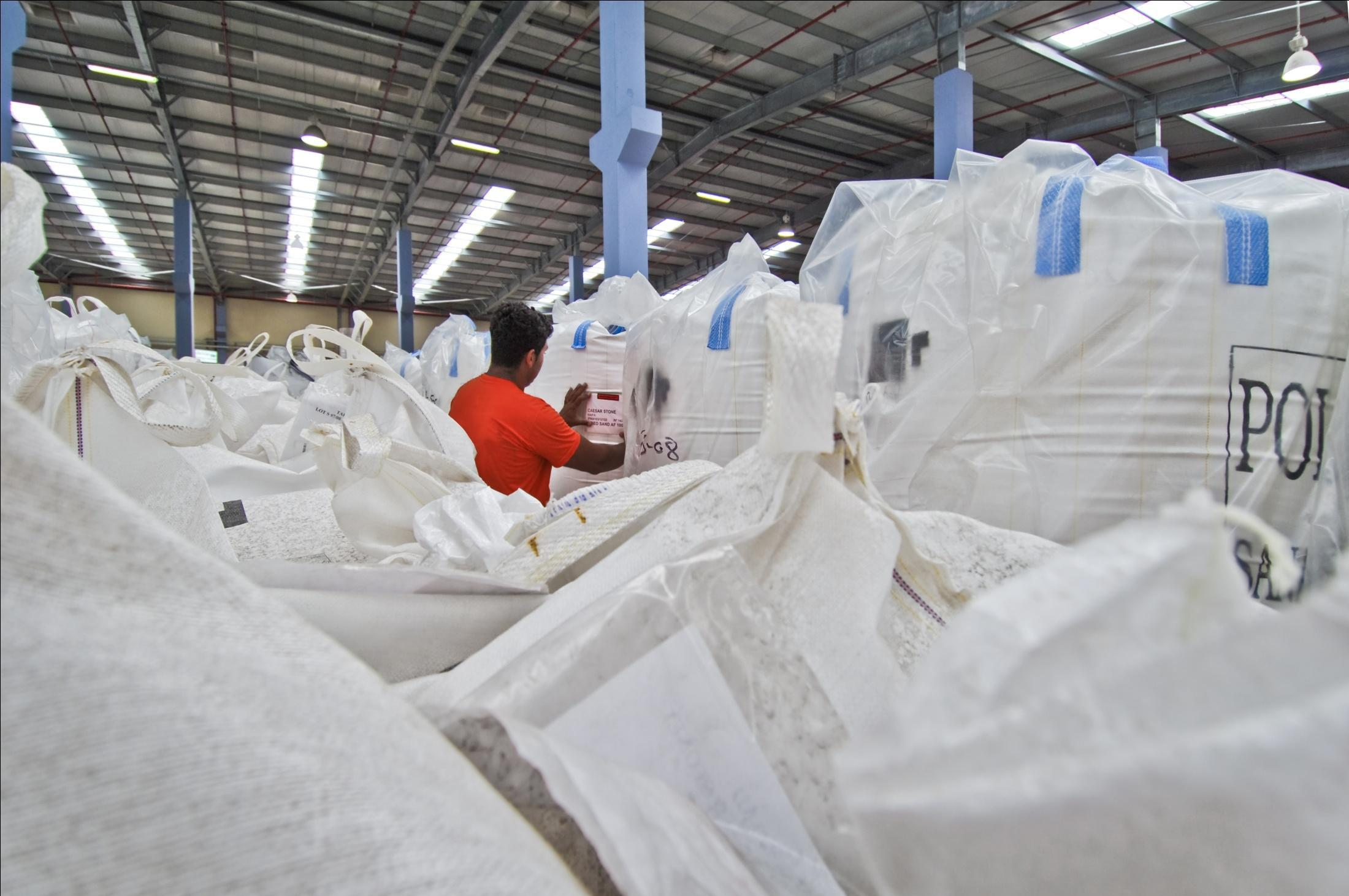
Подготовка кварца к производству кварцевого агломерата
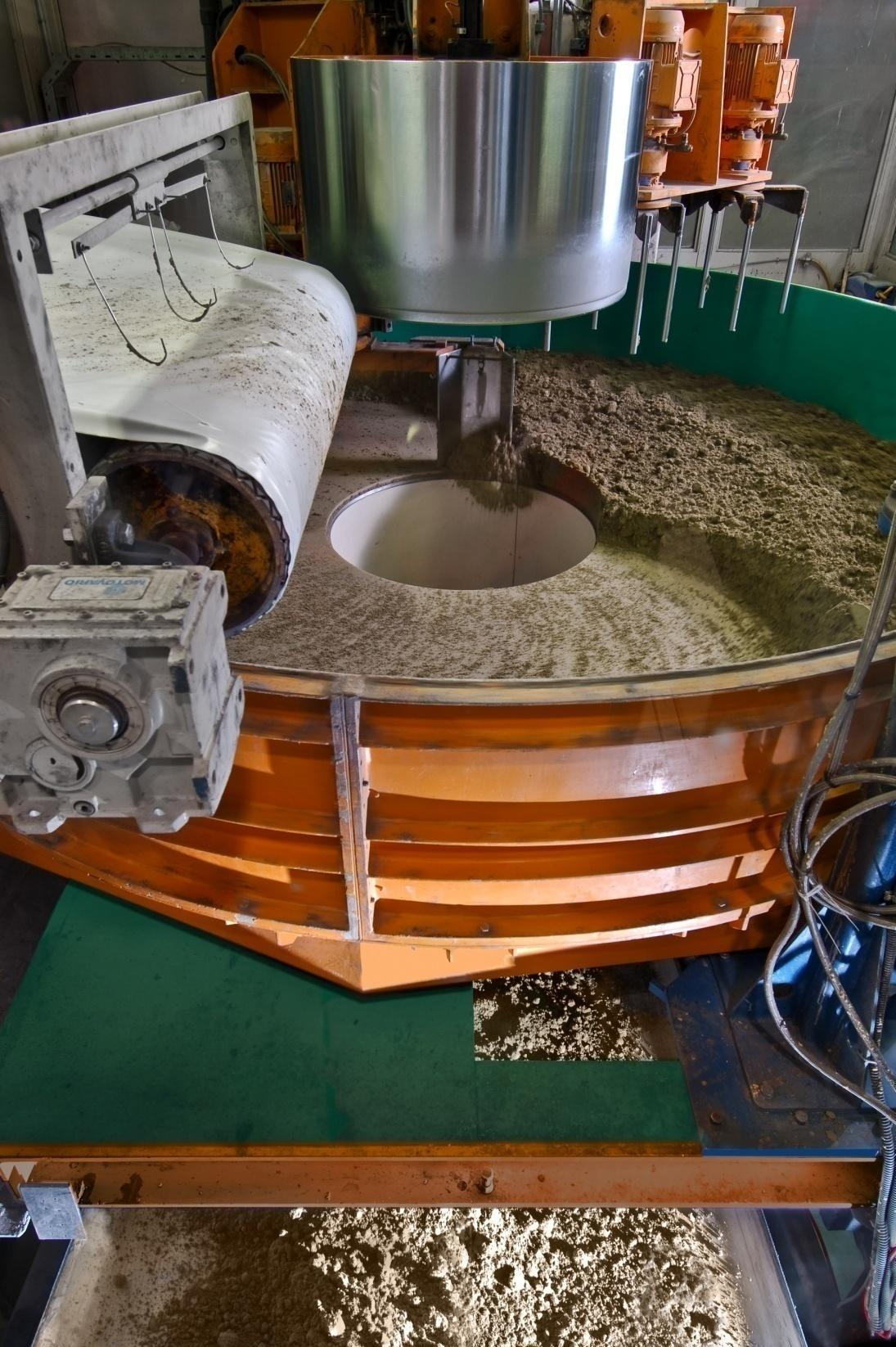
Смешивание кварцевого камня
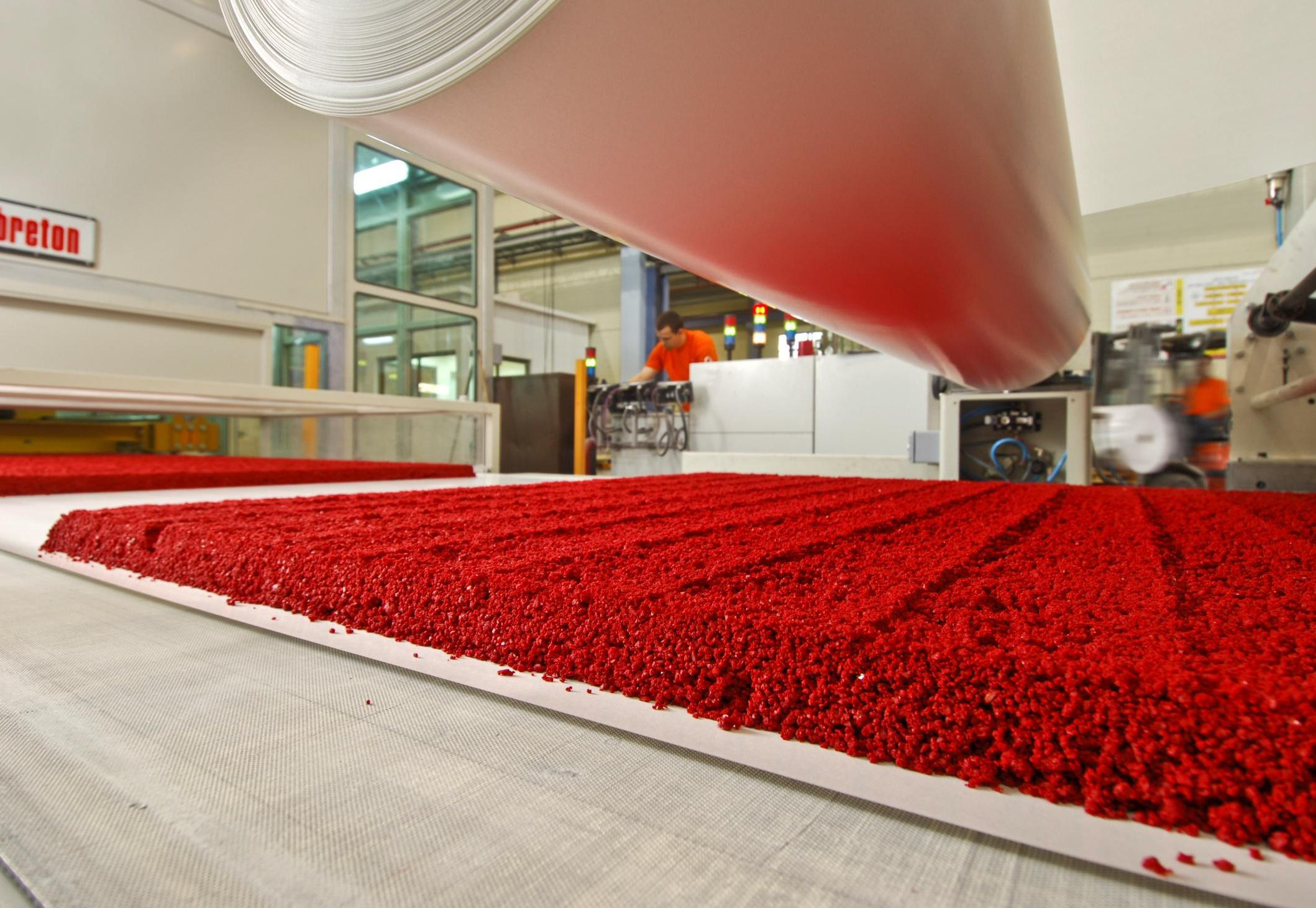
Добавление красочных пигментов
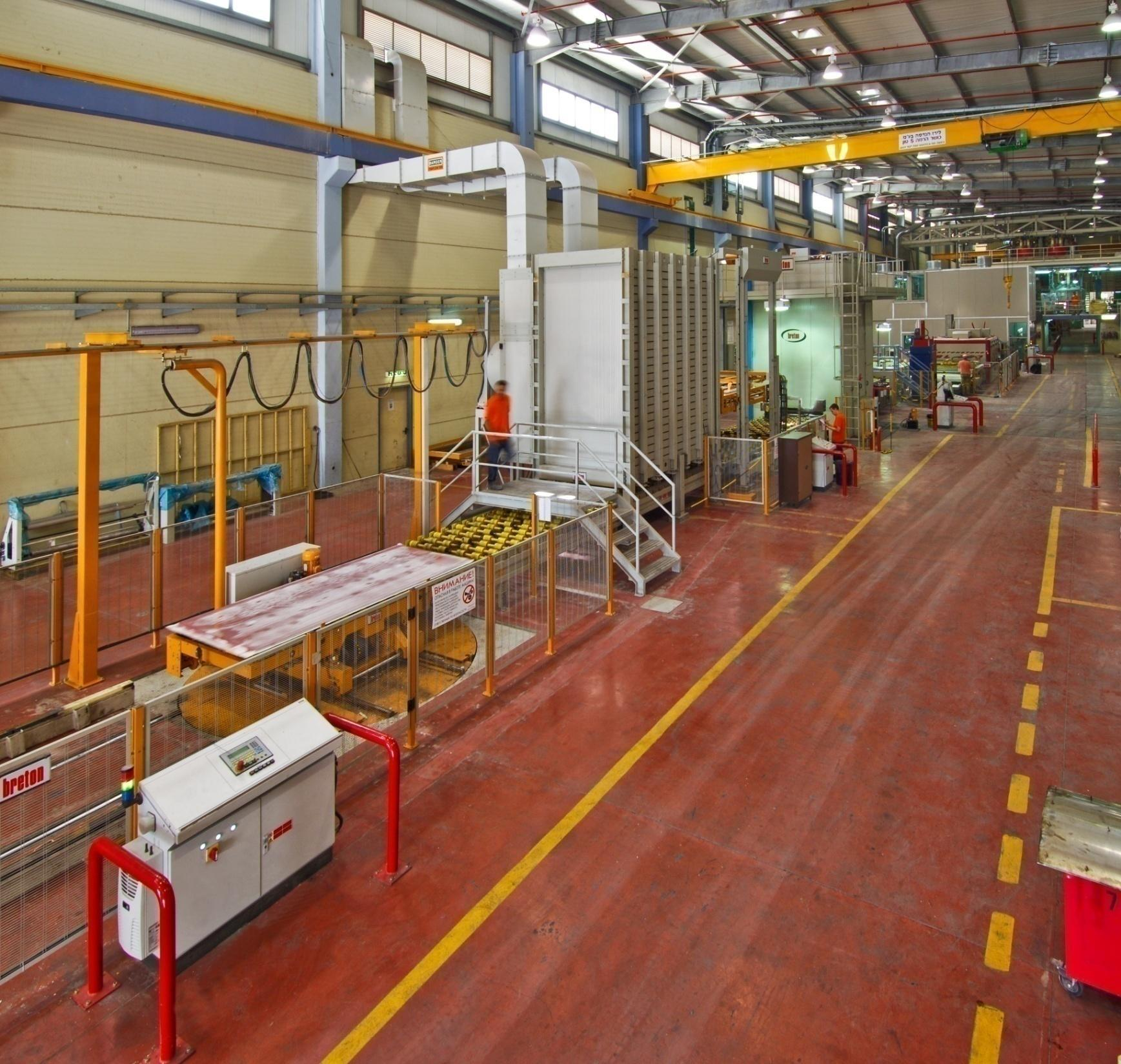
Закаливание
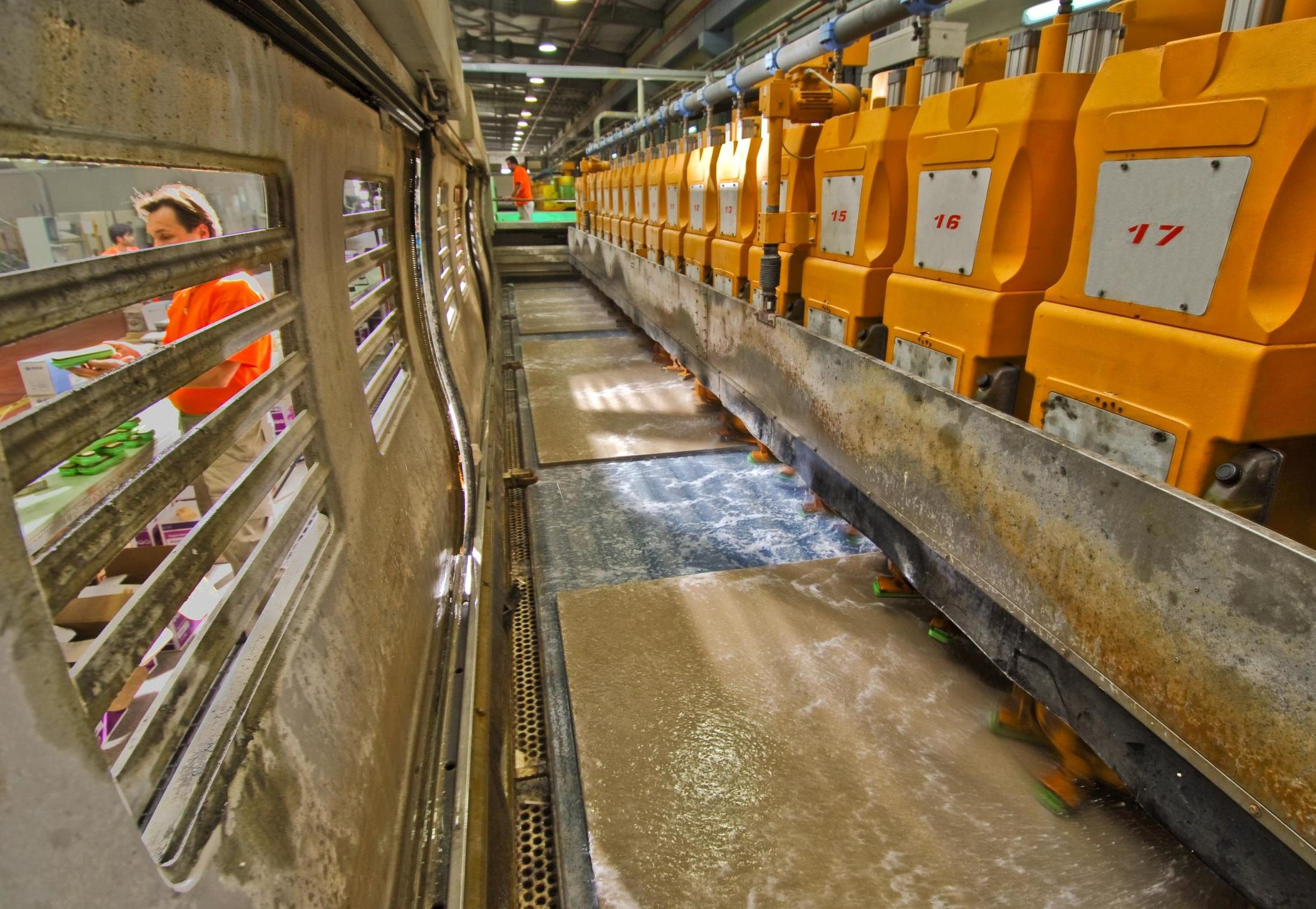
Полирование слэбов
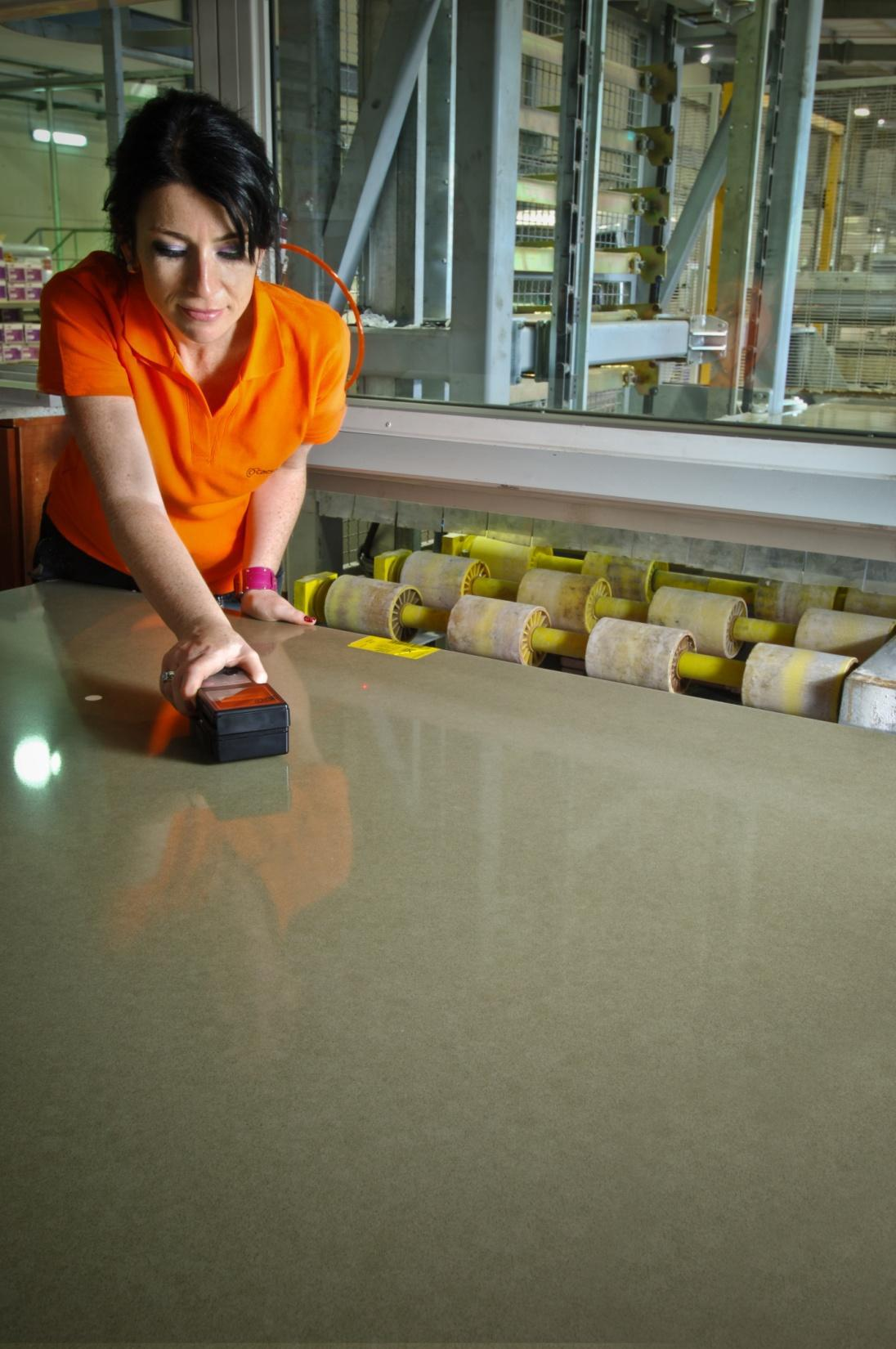
Контроль качества кварцевых слэбов на производстве

Кварцевый камень получают путём вибропрессования материала в условиях вакуума и высокой температуры. Так, при производстве кварцевого агломерата в качестве доминирующего материала используют жильный кварц, который дробят в крошку, промывают, высушивают и сортируют по фракциям различных размеров. Поставщиками кварца для производства композитного кварцевого камня служат Китай, Турция, Израиль, Индия и Россия. Для получения определённой цветовой гаммы и текстуры поверхности, кварцевая крошка в определенных пропорциях перемешивается с красящими пигментами и между собой. В полученную смесь добавляется ненасыщенная полиэфирная смола, которая представляет собой связующее вещество. Полученный материал выглядит полностью, как натуральный камень, однако при этом он лишён недостатков натуральных материалов.
Результатом переработки кварцевого камня является слэб (плита). В зависимости от производителя, слэбы имеют разные размеры, но к стандартному можно отнести слэбы размером 144×306 см. Далее слэб распиливается на специальных камнеобрабатывающих станках, в зависимости от конкретного объекта применения.
Существует несколько методик производства искусственного кварцевого камня, однако наиболее известной является технология Bretonstone.
Отличительной особенностью кварцевого камня является его прочность, устойчивость к механическим воздействиям, перепадам температур и проникновению влаги.

## Применение
Кварцевый камень активно применяется в отделках и ремонтах помещений, а именно:
- столешницы для кухни
- столешницы для ванной комнаты
- облицовка стен и колонн
- облицовка каминов, бассейнов
- изготовление ступенек
- изготовление моек
- письменные, журнальные столики и др. элементы мебели

Кварцевый камень используется также в помещениях общественного назначения, таких как кафе, рестораны, бассейны и сауны.